# Kommunal Samling (Gagnef)
Kommunal Samling (KOSA) är ett lokalt politiskt parti i Gagnefs kommun, som bildades inför valet till kommunfullmäktige 2014.
I valet till kommunfullmäktige i Gagnefs kommun 2014 fick partiet 19,13 procent av rösterna och fick därmed sju mandat i kommunfullmäktige.
Efter valet 2014 fick partiets företrädare posten som förste vice ordförande i kommunfullmäktige. Partiet ingick under mandatperioden 2014–2018 i den styrande majoriteten i Gagnefs kommun.

## Valresultat
| År   | Röster | %     | Mandat  |
| ---- | ------ | ----- | ------- |
| 2014 | 1 284  | 19,13 | 7 av 35 |
| 2018 | 852    | 12,53 | 5 av 35 |
| 2022 | 592    | 8,50  | 3 av 35 |